# Mollberg
För andra betydelser, se Mollberg (olika betydelser).

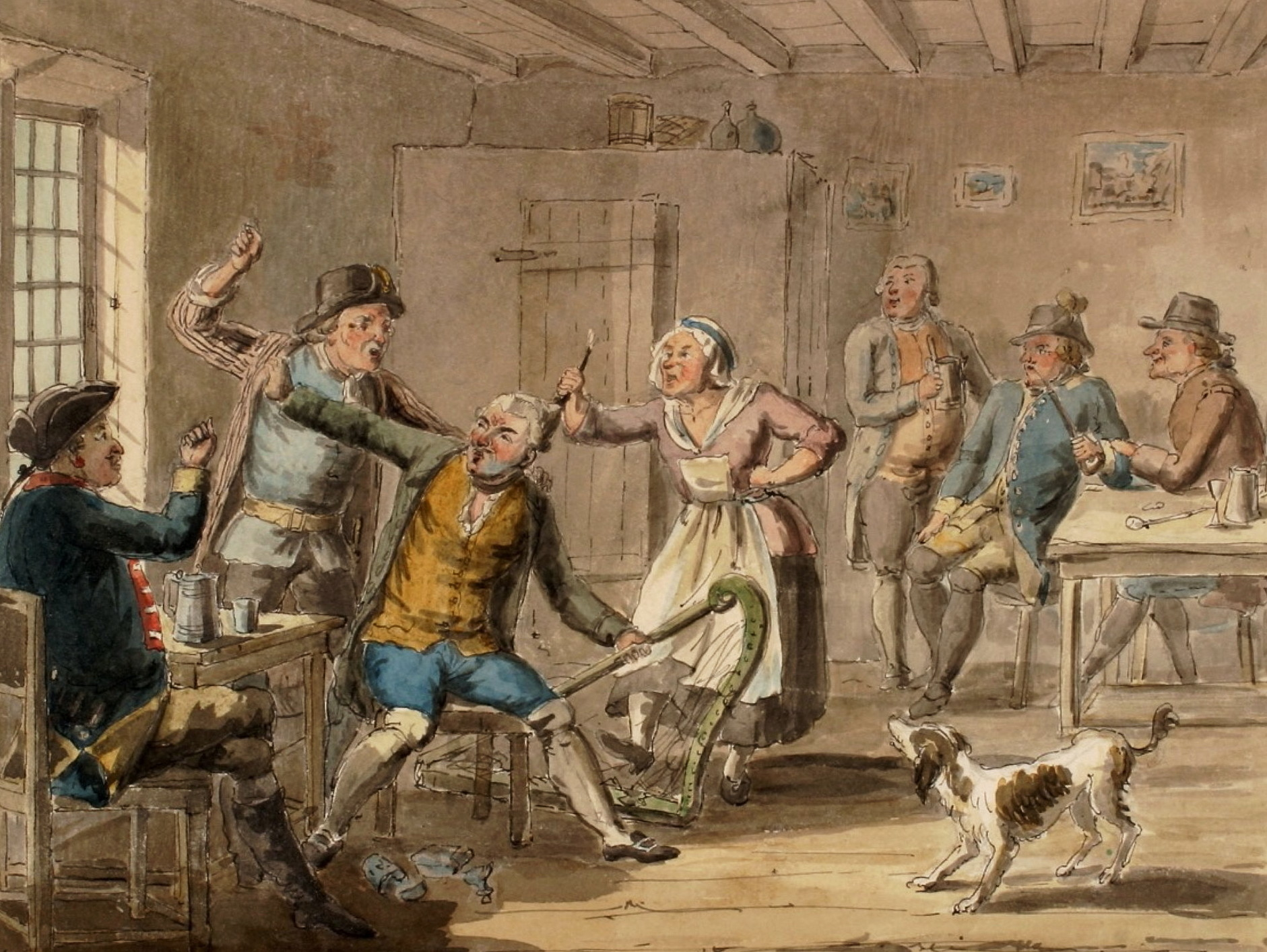
Interiör av Krogen Rostock. Här ser man hur Mollberg med harpa blir slagen. Illustration av Elis Chiewitz, ca 1800.

Mollberg är en av de mest framträdande figurerna i Carl Michael Bellmans välkända diktverk Fredmans epistlar. Han är korpral och uppträder därför ibland i militära sammanhang. I epistel 37 står han t.ex. på post vid Kungsträdgården och i den närmast följande episteln paraderar han vid korpral Bomans grav. Men han är långtifrån begränsad till detta område. I några av epistlarna får vi följa hans mer eller mindre lyckade amorösa eskapader med bland annat Ulla Winblad. Han är liksom sin dryckesbroder Movitz musikalisk, spelar vid flera tillfällen harpa och agerar någon gång till och med dansmästare.
Verklighetens Mollberg hette Lars Mollberg, född 1734, död i lungsot 1772. Han var son till skräddaren Lorentz Mollberg. Han gifte sig 1756 och fick med sin hustru tre barn. Han var ryttare i Livregementet till häst, dock uppnådde han aldrig korpralsgraden.